# شون باترسون (ملحن)
شون باترسون (بالإنجليزية: Shawn Patterson)‏ هو ملحن وكاتب أغاني أمريكي، ولد في 14 سبتمبر 1965 في Athol, Massachusetts ‏ في الولايات المتحدة.

## وصلات خارجية
- الموقع الرسمي
- شون باترسون على موقع IMDb (الإنجليزية)
- شون باترسون على موقع ديسكوغز (الإنجليزية)